# Francesco Paolo Tronca
Francesco Paolo Tronca (Palermo, 31 agosto 1952) è un prefetto e funzionario italiano, commissario straordinario di Roma Capitale dal 1º novembre 2015 al 22 giugno 2016 e membro del Consiglio di Stato dal 3 agosto 2017.

## Biografia
Siciliano di famiglia d'origine calabrese (il bisnonno paterno Ignazio Tronca, nato a Petilia Policastro il 23 maggio 1857, si arruolò nella Milizia Regia e fu trasferito a Marsala nel 1894), trascorre l'infanzia e l'adolescenza in diverse città italiane, seguendo il padre in servizio presso la Polizia di Stato. Terminati gli studi di base a Sansepolcro, dove il padre era dirigente del locale commissariato di polizia, e quelli superiori, si laurea nel 1975 in Giurisprudenza a Pisa e nel 1986 in Storia presso lo stesso ateneo. Tronca è abilitato all'esercizio della professione forense. È autore di diverse pubblicazioni giuridiche ed è professore straordinario di Diritto pubblico presso la Link Campus University.
Sposato, ha un figlio.

### Attività professionale
Dopo aver svolto il servizio militare come ufficiale della Guardia di Finanza, supera il concorso di Commissario di pubblica sicurezza nel 1977, prendendo servizio a Varese.
Nel 1979 diviene Consigliere di Prefettura, iniziando la sua carriera a Milano, dove nel 1993 diviene Capo di gabinetto della Prefettura. Sempre a Milano tra il 2000 e il 2003 è viceprefetto vicario.
Nel 2003 è nominato Prefetto della Repubblica e diviene titolare della Prefettura di Lucca; nel 2006 viene trasferito a Brescia per poi divenire, nel 2008, Capo del Dipartimento dei vigili del fuoco, del soccorso pubblico e della difesa civile del Ministero dell'interno.
L'8 agosto 2013 è nominato prefetto di Milano. Durante l'ultimo semestre del suo mandato si è svolta l'Expo Milano 2015.
Il 30 ottobre 2015, decaduto il sindaco di Roma Ignazio Marino per le dimissioni della maggioranza dei consiglieri, e giunta ormai al termine l'Expo, il Governo nomina Tronca Commissario straordinario del Comune di Roma, dove si insedia il 1º novembre. Lascia l'incarico il 22 giugno 2016, dopo l'elezione di Virginia Raggi a sindaco della Capitale.
Dal 4 novembre 2016 è al vertice della Struttura di missione istituita dal Ministero dell'Interno con il compito di verificare la documentazione antimafia degli operatori economici impegnati nei lavori di ricostruzione nei territori del Centro Italia colpiti dal sisma nel 2016.
L'8 giugno 2017 è stato nominato Commissario straordinario dell'Istituto per la storia del Risorgimento italiano.
Dal 2017 è presidente della Biblioteca europea di informazione e cultura di Milano, succedendo ad Antonio Padoa-Schioppa.
Il 23 giugno 2017 il sindaco Alberto Di Girolamo gli ha conferito la "Cittadinanza Onoraria" di Marsala, quale "personalità di elevate qualità umane, professionali e culturali; un uomo delle Istituzioni che ha sempre svolto brillantemente le sue funzioni e che ricopre attualmente incarichi di notevole responsabilità”.
Con D.P.R. 3 agosto 2017 è stato nominato Consigliere di Stato.
Nel 2018 ha inoltre ricoperto la carica di Segretario Generale dell'Ordine Costantiniano di San Giorgio.

## Opere
- La condizione dello straniero nella codificazione statutaria pisana (tesi di laurea), 1987.
- Le attività industriali a rischio di incidente rilevante: analisi e commento della direttiva Seveso del D.P.R. 17 maggio 1988 n. 175 e del D.P.C.M. 31 marzo 1989, coautore Sergio Fusaro, Padova, CEDAM, 1990, ISBN 88-13-16895-0.
- Garibaldi: le immagini del mito nella collezione Tronca - catalogo generale, contributi di Cesare Calamandrei, Brescia, Grafo, 2007, ISBN 88-7385-734-5.